# فرانشيسكو موديستو
فرانشيسكو موديستو (مواليد 16 فبراير 1982 في كروتوني - إيطاليا) (بالإيطالية: Francesco Modesto)‏ لاعب كرة قدم إيطالي يلعب حاليا لصالح نادي الدرجة الأولى جنوى الإيطالي منذ 2008 في مركز قلب الدفاع . .

## روابط خارجية
- فرانشيسكو موديستو على موقع قاعدة بيانات كرة القدم.إي يو (الإنجليزية)
- فرانشيسكو موديستو على موقع Soccerbase.com (لاعب) (الإنجليزية)
- فرانشيسكو موديستو على موقع Soccerway.com (الإنجليزية)
- فرانشيسكو موديستو على موقع عالم كرة القدم.نت (الإنجليزية)
- فرانشيسكو موديستو على موقع كووورة
- فرانشيسكو موديستو على موقع AS.com (الإسبانية)